# Liste des anciennes communes de la province de Hollande-Septentrionale
En 1812, la province néerlandaise de la Hollande-Septentrionale comptait 111 communes. Depuis 2019, il n'y en avait plus que 47.

## Étapes principales des fusions
- 1991 : Waterland et Wormerland
- 1979 : Région de Hoorn et de la Frise occidentale
- 1974 : Création de Zaanstad
- 1970 : Début des fusions massives : Graft-De Rijp, Niedorp, Schermer, Zeevang
- 1921 : Alentours d'Amsterdam
- XIXe siècle : fusions éparses

## Liste des fusions des communes de la Hollande-Septentrionale
* indique le nouveau nom

### 2022
- Weesp > Amsterdam

### 2019
- Haarlemmerliede en Spaarnwoude > Haarlemmermeer

### 2016
- Bussum > Gooise Meren*
- Muiden > Gooise Meren*
- Naarden > Gooise Meren*
- Zeevang > Edam-Volendam

### 2015
- Harenkarspel > Schagen
- Zijpe > Schagen

### 2013
- Graft-De Rijp > Alkmaar
- Schermer > Alkmaar

### 2012
- Anna Paulowna > Hollands Kroon*
- Niedorp > Hollands Kroon*
- Wieringen > Hollands Kroon*
- Wieringermeer > Hollands Kroon*

### 2011
- Andijk > Medemblik
- Wervershoof > Medemblik

### 2009
- Bennebroek > Bloemendaal

### 2007
- Noorder-Koggenland > Medemblik
- Obdam > Koggenland*
- Wester-Koggenland > Koggenland*
- Wognum > Medemblik

### 2006
- Venhuizen > Drechterland

### 2002
- Akersloot > Castricum
- 's-Graveland > Wijdemeren*
- Limmen > Castricum
- Nederhorst den Berg > Wijdemeren*

### 2001
- Egmond > Bergen
- Schoorl > Bergen

### 1991
- Broek in Waterland > Waterland*
- Ilpendam > Waterland*
- Jisp > Wormerland*
- Katwoude > Waterland*
- Marken > Waterland*
- Monnickendam > Waterland*
- Wormer > Wormerland*
- Wijdewormer > Wormerland*

### 1990
- Barsingerhorn > Anna Paulowna et Niedorp
- Callantsoog > Zijpe
- Sint Maarten > Harenkarspel
- Sint Pancras > Langedijk
- Warmenhuizen > Harenkarspel

### 1980
- Bangert > Drechterland - modification du nom officiel

### 1979
- Abbekerk > Noorder-Koggenland*
- Avenhorn > Wester-Koggenland*
- Berkhout > Wester-Koggenland*
- Blokker > Hoorn
- Bovenkarspel > Stede Broec*
- Grootebroek > Stede Broec*
- Hensbroek > Obdam
- Hoogkarspel > Bangert*
- Hoogwoud > Opmeer
- Midwoud > Noorder-Koggenland*
- Nibbixwoud > Wognum
- Opperdoes > Noorder-Koggenland*
- Oudendijk > Wester-Koggenland*
- Sijbekarspel > Noorder-Koggenland*
- Twisk > Noorder-Koggenland*
- Ursem > Wester-Koggenland*
- Westwoud > Bangert*
- Zwaag > Hoorn

### 1978
- Egmond aan Zee > Egmond*
- Egmond-Binnen > Egmond*

### 1974
- Assendelft > Zaanstad*
- Koog aan de Zaan > Zaanstad*
- Krommenie > Zaanstad*
- Westzaan > Zaanstad*
- Wormerveer > Zaanstad*
- Zaandam > Zaanstad*
- Zaandijk > Zaanstad*

### 1973
- Edam > Edam-Volendam - (modification du nom officiel)

### 1972
- Koedijk > Sint Pancras et Alkmaar
- Oudorp > Alkmaar

### 1970
- Beets > Zeevang*
- Graft > Graft-De Rijp*
- Kwadijk > Zeevang*
- Middelie > Zeevang*
- Nieuwe Niedorp > Niedorp*
- Oosthuizen > Zeevang*
- Oterleek > Schermer*
- Oude Niedorp > Niedorp*
- De Rijp > Graft-De Rijp*
- Schellinkhout > Venhuizen
- Schermerhorn > Schermer*
- Warder > Zeevang*
- Wieringerwaard > Barsingerhorn
- Winkel > Niedorp*
- Wijdenes > Venhuizen
- Zuid- en Noord-Schermer > Schermer*

### 1966
- Ankeveen > 's-Graveland
- Kortenhoef > 's-Graveland
- Weesperkarspel > Amsterdam - Weesperkarspel forme une exclave d'Amsterdam

### 1964
- Nieuwer-Amstel > Amstelveen - modification du nom officiel

### 1959
- Spanbroek > Opmeer

### 1942
- Terschelling passe à la province de la Frise
- Vlieland passe à la province de la Frise

### 1941
- Broek op Langendijk > Langedijk*
- Noord-Scharwoude > Langedijk*
- Oudkarspel > Langedijk*
- Création de Wieringermeer par la suppression d'Openbaar Lichaam De Wieringermeer
- Zuid-Scharwoude > Langedijk*

### 1938
- Création d'Openbaar Lichaam De Wieringermeer

### 1936
- Wijk aan Zee en Duin > Beverwijk

### 1929
- Petten > Zijpe

### 1927
- Schoten > Haarlem
- Spaarndam > Haarlem

### 1921
- Buiksloot > Amsterdam
- Nieuwendam > Amsterdam
- Ransdorp > Amsterdam
- Sloten > Amsterdam
- Watergraafsmeer > Amsterdam

### 1870
- Création d'Anna Paulowna à partir de la commune de Zijpe

### 1865
- Leimuiden passe à la province de la Hollande-Méridionale

### 1863
- Houtrijk en Polanen > Haarlemmerliede en Spaarnwoude
- Zuidschalkwijk > Haarlemmerliede en Spaarnwoude

### 1857
- Berkenrode > Heemstede
- Haarlemmerliede > Haarlemmerliede en Spaarnwoude*
- Schellingwoude > Ransdorp
- Spaarnwoude > Haarlemmerliede en Spaarnwoude*
- Wimmenum > Egmond-Binnen

### 1855
- Création de Haarlemmermeer

### 1854
- Grosthuizen > Avenhorn
- Kalslagen > Leimuiden
- Rietwijkeroord > Nieuwer-Amstel
- Schardam > Beets
- Scharwoude > Avenhorn
- Veenhuizen > Heerhugowaard

### 1848
- Bijlmermeer > Weesperkarspel
- Etersheim > Oosthuizen

### 1834
- Groet > Schoorl

### 1820
- Thamen > Uithoorn

### 1819
- Ankeveen passe d'Utrecht à la Hollande-Septentrionale
- Kortenhoef passe d'Utrecht à la Hollande-Septentrionale
- Loenen-Kronenburg passe de la Hollande-Septentrionale à Utrecht
- Loosdrecht passe de la Hollande-Septentrionale à Utrecht
- Nederhorst den Berg passe d'Utrecht à la Hollande-Septentrionale
- Thamen passe d'Utrecht à la Hollande-Septentrionale
- Uithoorn passe d'Utrecht à la Hollande-Septentrionale

### 1818
- Rétablissement d'Ankeveen à partir de Nederhorst den Berg
- Durgerdam > Ransdorp
- Holysloot > Ransdorp
- Rétablissement de Thamen à partir d'Uithoorn

### 1817
- Rétablissement de Bennebroek à partir de Heemstede
- Rétablissement de Berkenrode à partir de Heemstede
- Rétablissement de Blaricum à partir de Laren
- Création de Bussum à partir de la commune de Naarden
- Rétablissement de Bijlmermeer à partir de Weesp
- Rétablissement de Callantsoog à partir de Zijpe
- Rétablissement de Durgerdam à partir de Ransdorp
- Rétablissement d'Etersheim à partir d'Oosthuizen
- Rétablissement de Groet à partir de Schoorl
- Rétablissement de Grosthuizen à partir d'Avenhorn
- Rétablissement de Haarlemmerliede à partir de Spaarnwoude
- Rétablissement de Hensbroek à partir d'Obdam
- Rétablissement de Holysloot à partir de Ransdorp
- Rétablissement de Houtrijk en Polanen à partir de Spaarnwoude
- Rétablissement de Kalslagen à partir de Leimuiden
- Rétablissement de Katwoude à partir de Monnickendam
- Rétablissement de Kwadijk à partir de Middelie
- Rétablissement de Limmen à partir de Heiloo
- Rétablissement de Midwoud à partir de Nibbixwoud
- Rétablissement de Noord-Scharwoude et de Zuid-Scharwoude à partir de Scharwoude, commune supprimée
- Rétablissement d'Opmeer à partir de Spanbroek
- Rétablissement d'Opperdoes à partir de Twisk
- Rétablissement d'Oterleek à partir de Heerhugowaard
- Rétablissement d'Oudendijk à partir de Beets
- Rétablissement d'Oudorp à partir de Broek op Langendijk
- Rétablissement de Petten à partir de Zijpe
- Rétablissement de Rietwijkeroord à partir de Nieuwer-Amstel
- Rétablissement de Schardam à partir de Beets
- Rétablissement de Scharwoude à partir d'Avenhorn
- Rétablissement de Schellingwoude à partir de Nieuwendam
- Rétablissement de Schoten à partir de Spaarndam
- Rétablissement de Sint Pancras à partir de Broek op Langendijk
- Rétablissement de Veenhuizen à partir de Heerhugowaard
- Rétablissement de De Vennip à partir de Hillegom
- Rétablissement de Warder à partir de Middelie
- Rétablissement de Watergraafsmeer à partir de Diemen
- Rétablissement de Wervershoof à partir d'Andijk
- Rétablissement de Westwoud à partir de Hoogkarspel
- Rétablissement de Wimmenum à partir de Bergen
- Rétablissement de Wijdenes à partir de Schellinkhout
- Rétablissement de Wijdewormer à partir de Jisp
- Création de Wijk aan Zee en Duin à partir de la commune de Beverwijk
- Rétablissement de Zuidschalkwijk à partir de Spaarnwoude

### 1812
- Ankeveen > Nederhorst den Berg (commune rétablie en 1818)
- Bennebroek > Heemstede (commune rétablie en 1817)
- Berkenrode > Heemstede (commune rétablie en 1817)
- Blaricum > Laren (commune rétablie en 1817)
- Bijlmermeer > Weesp (commune rétablie en 1817)
- Callantsoog > Zijpe (commune rétablie en 1817)
- Durgerdam > Ransdorp (commune rétablie en 1817)
- Etersheim > Oosthuizen (commune rétablie en 1817)
- Groet > Schoorl (commune rétablie en 1817)
- Grosthuizen > Avenhorn (commune rétablie en 1817)
- Haarlemmerliede > Spaarnwoude (commune rétablie en 1817)
- Hensbroek > Obdam (commune rétablie en 1817)
- Holysloot > Ransdorp (commune rétablie en 1817)
- Houtrijk en Polanen > Spaarnwoude (commune rétablie en 1817)
- Kalslagen > Leimuiden (commune rétablie en 1817)
- Katwoude > Monnickendam (commune rétablie en 1817)
- Kwadijk > Middelie (commune rétablie en 1817)
- Limmen > Heiloo (commune rétablie en 1817)
- Midwoud > Nibbixwoud (commune rétablie en 1817)
- Noord-Scharwoude > Scharwoude* (commune rétablie en 1817)
- Opmeer > Spanbroek (commune rétablie en 1817)
- Opperdoes > Twisk (commune rétablie en 1817)
- Oterleek > Heerhugowaard (commune rétablie en 1817
- Oudendijk > Beets (commune rétablie en 1817)
- Oudorp > Broek op Langendijk (commune rétablie en 1817)
- Petten > Zijpe (commune rétablie en 1817)
- Rietwijkeroord > Nieuwer-Amstel (commune rétablie en 1817)
- Schardam > Beets (commune rétablie en 1817)
- Scharwoude > Avenhorn (commune rétablie en 1817)
- Schellingwoude > Nieuwendam (commune rétablie en 1817)
- Schoten > Spaarndam (commune rétablie en 1817)
- Sint Pancras > Broek op Langendijk (commune rétablie en 1817)
- Thamen > Uithoorn (commune rétablie en 1818)
- Veenhuizen > Heerhugowaard (commune rétablie en 1817)
- De Vennip > Hillegom (commune rétablie en 1817)
- Warder > Middelie (commune rétablie en 1817)
- Watergraafsmeer > Diemen (commune rétablie en 1817)
- Wervershoof > Andijk (commune rétablie en 1817)
- Westwoud > Hoogkarspel (commune rétablie en 1817)
- Wimmenum > Bergen (commune rétablie en 1817)
- Wijdenes > Schellinkhout (commune rétablie en 1817)
- Wijdewormer > Jisp (commune rétablie en 1817)
- Zuidschalkwijk > Spaarnwoude (commune rétablie en 1817)
- Zuid-Scharwoude > Scharwoude* (commune rétablie en 1817)

## Référence et source
- (nl) Ad van der Meer et Onno Boonstra, Repertorium van Nederlandse gemeenten 1812-2006, DANS Data Guide 2, La Haye, 2006